# 시타키리 스즈메

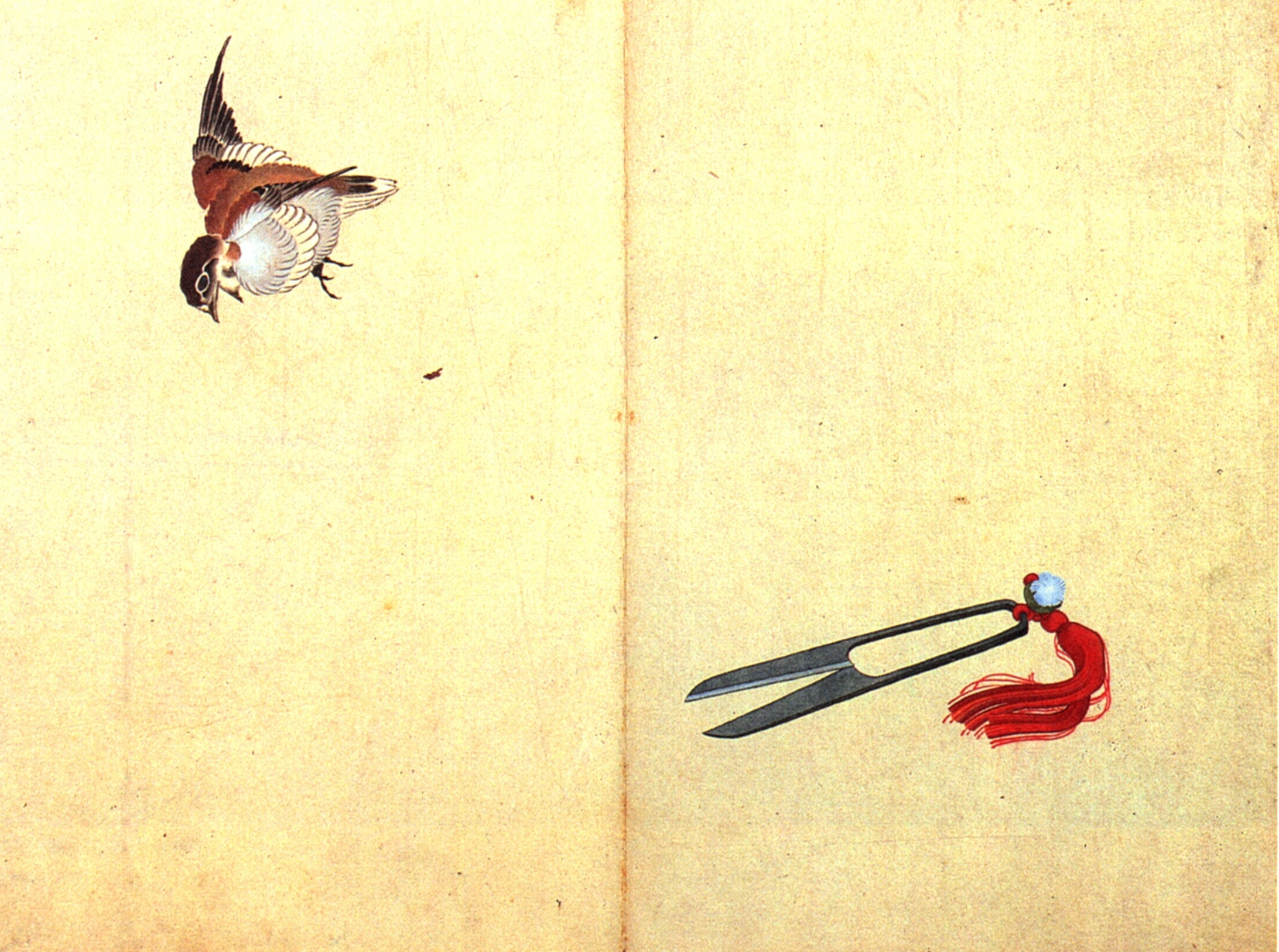
카츠시카 호쿠사이의 우키요에

시타키리 스즈메(일본어: 舌切り雀)는 마음씨 착한 할아버지와 욕심 많은 할머니, 다친 참새가 나오는 일본의 설화이다. 시타키리 스즈메는 "혀 잘린 참새"라는 뜻으로, 등장인물의 탐욕과 우정, 질투로 말미암은 권선징악의 구조를 가진 이야기이다.
이 이야기의 기본적인 형태는 전 세계의 다른 설화에서도 공통적으로 발견되는 모티브를 가지고 있다.

## 줄거리
옛날 옛적에 가난한 나무꾼 할아버지가 할머니와 함께 살고 있었다. 할아버지는 나무를 베거나 낚시를 하면서 생계를 이어갔다. 할아버지는 정직하고 친절한 반면, 할머니는 거만하고 욕심이 많았다. 어느 날 아침, 할아버지는 산으로 들어가 나무를 베던 중 상처입은 참새가 도움을 청하며 울고 있는 모습을 보았다. 새가 불쌍하다고 여긴 할아버지는 참새를 집으로 데려와 쌀을 먹이고 치료도 해주었다. 욕심 많고 못된 할머니는 할아버지가 조그마한 참새 따위에게 귀중한 음식을 낭비하자 짜증이 났다. 하지만 할아버지는 계속해서 참새를 돌봐주었다.
어느 날 할아버지는 산으로 일을 하러 가야 하니 할머니에게 참새를 돌보아 달라고 부탁하였다. 참새에게 먹이를 주고 싶지 않았던 할머니는 할아버지가 떠나자 참새를 남겨두고 낚시를 하러 나가버렸다. 홀로 남겨진 참새는 남아 있던 녹말 풀이 담겨진 그릇을 발견하고, 그릇에 담긴 풀을 전부 먹어 버렸다. 집으로 돌아온 할머니는 이것을 보고 매우 화가 나서 참새의 혀를 잘라 버리고 산으로 날려 보냈다.
집으로 돌아온 할아버지는 할머니가 참새를 날려 보냈다는 말을 듣고 참새를 찾으러 산으로 떠났다. 할아버지는 다른 참새의 도움을 받으며 참새를 찾다가 참새들의 쉼터가 있는 대나무 숲으로 발견하고 그곳으로 들어갔다. 숲의 참새들은 할아버지를 환영하며 그가 도와준 참새에게로 안내하였다. 다른 참새들은 할아버지에게 음식을 주고 노래를 부르며 춤을 추었다.
할아버지가 떠날 때가 되자 참새들은 커다란 바구니와 작은 바구니 중에 하나를 선물로 가져가라고 하였고, 할아버지는 제일 가벼울 것이라 생각하고 작은 바구니를 선택하였다. 집에 도착한 할아버지가 바구니를 열어보니 안에는 어마어마한 양의 보물이 들어 있었다. 할머니는 커다란 바구니도 있다는 사실을 알게 되자 더 많은 보물을 차지하고 싶어서 참새들의 쉼터로 달려갔다. 커다란 바구니를 얻은 할머니는 집에 도착하기 전까지 열어보면 안 된다는 경고를 받았다. 할머니가 탐욕에 눈이 멀어 참지 못하고 집으로 돌아가기 전에 바구니를 열자, 바구니 안에는 독사와 여러 괴물들이 쏟아져 나왔다. 너무 놀란 할머니는 괴물들에게 쫓기며 산 아래까지 굴러갔다.

### 교훈
- 순수한 우정은 악한 탐욕과 질투를 이긴다.
- 탐욕은 자신의 죽음으로 이어질 뿐이다.

## 변형
이 이야기는 아르네-톰프슨 유형 480 "친절한 소녀와 불친절한 소녀"로 분류된다. 이 종류의 이야기로는 다이아몬드와 두꺼비, 홀레 아주머니, 우물의 세 머리, 모로스코, 숲 속의 세 난쟁이, 마법에 걸린 화관, 늙은 마녀, 두 개의 손궤가 있다. 문학적 변형으로는 《세 요정》과 《오로르와 에메》가 있다.

## 같이 보기
- 젊음의 샘
- 황금알을 낳는 거위